# Есканаба (Мичиген)
Есканаба (енгл. Escanaba) град је у америчкој савезној држави Мичиген. По попису становништва из 2010. у њему је живело 12.616 становника.

## Демографија
Према попису становништва из 2010. у граду је живело 12.616 становника, што је 524 (4,0%) становника мање него 2000. године.
| Група             | 2000.          | 2010.          |
| Белци             | 12.521 (95,3%) | 11.696 (92,7%) |
| Афроамериканци    | 14 (0,1%)      | 53 (0,4%)      |
| Азијати           | 43 (0,3%)      | 74 (0,6%)      |
| Хиспаноамериканци | 87 (0,7%)      | 154 (1,2%)     |
| Укупно            | 13.140         | 12.616         |